# Prezydenci Finlandii
Prezydenci Finlandii

## Chronologiczna lista
| #  | Imię i Nazwisko                         | Portret | Kadencja         | Kadencja         | Partia polityczna | Partia polityczna                    |
| #  | Imię i Nazwisko                         | Portret | Od               | Do               | Partia polityczna | Partia polityczna                    |
| -- | --------------------------------------- | ------- | ---------------- | ---------------- | ----------------- | ------------------------------------ |
| 1  | Kaarlo Juho Ståhlberg (1865–1952)       |         | 25 lipca 1919    | 1 marca 1925     |                   | Narodowa Partia Postępowa            |
| 2  | Lauri Kristian Relander (1883–1942)     |         | 1 marca 1925     | 1 marca 1931     |                   | Liga Agrarna                         |
| 3  | Pehr Evind Svinhufvud (1861–1944)       |         | 1 marca 1931     | 1 marca 1937     |                   | Partia Koalicji Narodowej            |
| 4  | Kyösti Kallio (1873–1940)               |         | 1 marca 1937     | 19 grudnia 1940  |                   | Liga Agrarna                         |
| 5  | Risto Ryti (1889–1956)                  |         | 19 grudnia 1940  | 1 sierpnia 1944  |                   | Narodowa Partia Postępowa            |
| 6  | Carl Gustaf Emil Mannerheim (1867–1951) |         | 4 sierpnia 1944  | 4 marca 1946     |                   | Bezpartyjny                          |
| 7  | Juho Kusti Paasikivi (1870–1956)        |         | 11 marca 1946    | 1 marca 1956     |                   | Partia Koalicji Narodowej            |
| 8  | Urho Kekkonen (1900–1986)               |         | 1 marca 1956     | 27 stycznia 1982 |                   | Liga Agrarna /Partia Centrum         |
| 9  | Mauno Koivisto (1923–2017)              |         | 27 stycznia 1982 | 1 marca 1994     |                   | Socjaldemokratyczna Partia Finlandii |
| 10 | Martti Ahtisaari (1937–2023)            |         | 1 marca 1994     | 1 marca 2000     |                   | Socjaldemokratyczna Partia Finlandii |
| 11 | Tarja Halonen (ur. 1943)                |         | 1 marca 2000     | 1 marca 2012     |                   | Socjaldemokratyczna Partia Finlandii |
| 12 | Sauli Niinistö (ur. 1948)               |         | 1 marca 2012     | 1 marca 2024     |                   | Partia Koalicji Narodowej            |
| 13 | Alexander Stubb (ur. 1968)              |         | 1 marca 2024     | nadal            |                   | Partia Koalicji Narodowej            |